# Цирквиште
Ци́рквиште (болг. Църквище) — село в Софійській області Болгарії. Входить до складу общини Златиця.

## Населення
За даними перепису населення 2011 року у селі проживали 290 осіб.
Національний склад населення села:
| Національність   | Кількість осіб | Відсоток |
| ---------------- | -------------- | -------- |
| болгари          | 269            | 95,4%    |
| цигани           | 13             | 4,6%     |
| турки            | 0              | 0%       |
| інша             | 0              | 0%       |
| не визначились   | 0              | 0%       |
| Всього відповіли | 282            |          |

Розподіл населення за віком у 2011 році:
Динаміка населення: